# Сераки
Сераките са ледникови форми представляващи обширни пространства заети от дълбоки (до 250 m) пукнатини с различна ширина (от няколко сантиметра до няколко метра) или вертикално изправени или наклонени неустойчиви ледени зъбери. Те се образуват предимно в най-долния край на планински или континентален ледник, където той се топи и начупва или в някои негови средни части, където преодолява твърди скални стъпала (ригели). В резултат от тези напуквания и натрошавания от планинските ледници се отделят по-големи или по-малки ледени блокове, които се спускат надолу по долината или в ледниково езеро, а от континенталните ледници могат да се отделят много по-големи ледени блокове, наречени айсберги. Районите заети със сераки са трудно или почти непроходими и представляват голяма опасност за алпинистите.
Пръв, който описва наличието и образуването на сераки в Алпите е швейцарският геолог Орас дьо Сосюр през 1779 г.